# 泰勒斯荷兰分公司
泰勒斯荷兰分公司（前称为荷兰信号设备公司或简称Signaal）是法国跨国公司泰雷兹集团在荷兰的子公司。
该公司成立于1922年，当时名为荷兰信号设备公司，由 Hazemeyer 和 Siemens & Halske 联合创办，主要生产海军火控系统。在第二次世界大战期间，该公司的工厂被德军占领和掠夺。战争结束后不久，荷兰政府将剩余资产国有化，公司更名为荷兰信号设备公司（简称 Signaal）。1956年，荷兰电子公司飞利浦从政府手中购买了大量股份，成为 Signaal 的主要股东。在冷战期间，公司迅速扩张，向全球客户生产各种海军电子设备和防御系统。
1990年，法国电子和防务承包商湯姆森-CSF从飞利浦手中收购了 Signaal；因此，Signaal 被重新命名为湯姆森-CSF Signaal。随着 2000 年 湯姆森-CSF 更名为泰雷兹公司，湯姆森-CSF Signaal 也被更名为泰勒斯荷兰分公司。目前，该公司主要从事海军防御系统的研发，如传感器、雷达和红外系统。其他业务领域包括防空、通信、光电、低温冷却系统和导航产品。

## 历史

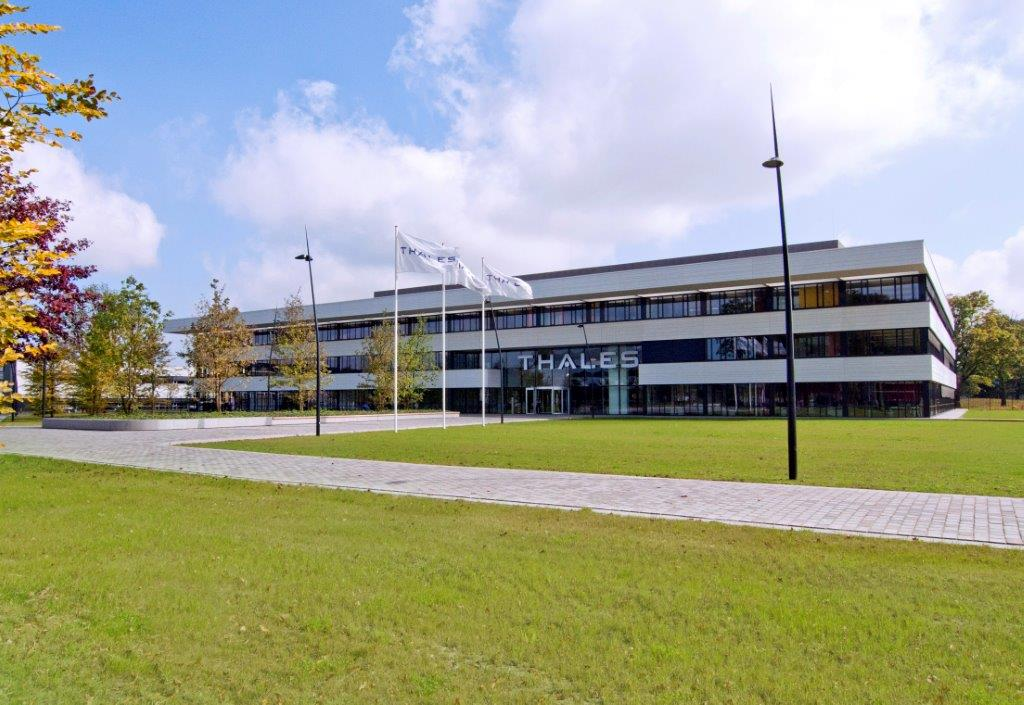
泰雷兹荷兰公司在亨厄洛的厂房

该公司于1922年在荷兰亨厄洛市成立，最初名为 NV Hazemeyer's Fabriek van Signaalapparaten，由 Hazemeyer 和 Siemens & Halske 联合创办。公司最初专注于海军火控系统的开发，设立在荷兰是为了绕过《凡尔赛条约》对德国制造军事装备的限制。公司获得的第一个主要合同是为荷兰皇家海军的苏门答腊号和爪哇号两艘爪哇级轻型巡洋舰生产火控系统。在两次世界大战期间，公司迅速扩展，获得了瑞典、西班牙和希腊等海外国家的客户。
1940年5月，在第二次世界大战期间，该公司工厂被德军几乎完整地占领，德军在入侵荷兰期间占领了该工厂。该公司大部分员工逃往英国，许多人在盟军方面运用他们在雷达和火控系统方面的专长。荷兰解放后和战争结束后，大多数员工选择返回荷兰；工厂本身已被德军掠夺并废弃。
在战后初期，荷兰政府意识到公司作为其防御工业一部分的重要性，决定干预，将公司及其剩余资产国有化，此后公司以荷兰信号设备公司（简称 Signaal）的名义运营。在20世纪40年代末，替换建筑和设施被建立，新的员工也被招募。在这一重建时期，雷达、火控系统、计算机和空中交通管制设备等领域开发了多种有价值的技术和新系统。
1956年，荷兰电子公司飞利浦从荷兰政府手中购买了公司大量股份，成为 Signaal 的主要股东。在接下来的几十年里，该公司开发了各种新产品线。1975年，Signaal 开始开发守门员近程防御武器系统（简称 CIWS）；该系统的开发和生产持续了五十多年。在1980年代后期，飞利浦的另一个防御子公司 Usfa 部分合并到 Signaal，成为 Signaal USFA。
在二十世纪下半叶，公司继续扩展，在荷兰开设了多家工厂。到冷战结束时，Signaal 已经扩展到拥有35个国家的客户和超过5000名员工。然而，冷战的结束导致许多国家的国防预算大幅削减，导致客户需求下降，迫使公司重组并减少员工数量。

1990年，Philips 决定不再将防御作为其核心业务活动；因此 Signaal 被出售给法国电子和防务承包商湯姆森-CSF。因此，Signaal 被重新命名为 Thomson-CSF Signaal。
收购之后，公司开发了多种新系统，主要集中在防御设备和战斗管理工具上。它继续专注于生产综合海军指挥和控制、传感器和通信系统，以及地基防空系统、通信设备和为全球客户提供的培训服务。2000年，汤姆森-CSF 更名为泰雷兹后不久，汤姆森-CSF Signaal 更名为泰雷兹荷兰公司。此后，公司继续扩展并寻求新的商业机会。2001年5月，航空航天公司欧洲航空防务与航天公司德国分公司和泰雷兹荷兰公司在德国威廉港成立了一家名为 ET Marinesysteme 的合资企业，致力于开发和生产海军战斗系统。公司还参与了与 EADS（现更名为空中客车集团）的多个其他项目。
2024年2月，有报道称泰雷兹荷兰公司在过去几年中将其雷达生产量增加了三倍。

## 产品

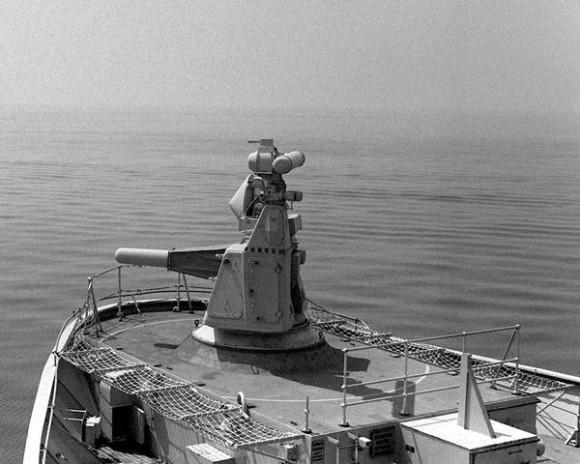
英国无敌级航空母舰上的守门员近迫武器系统

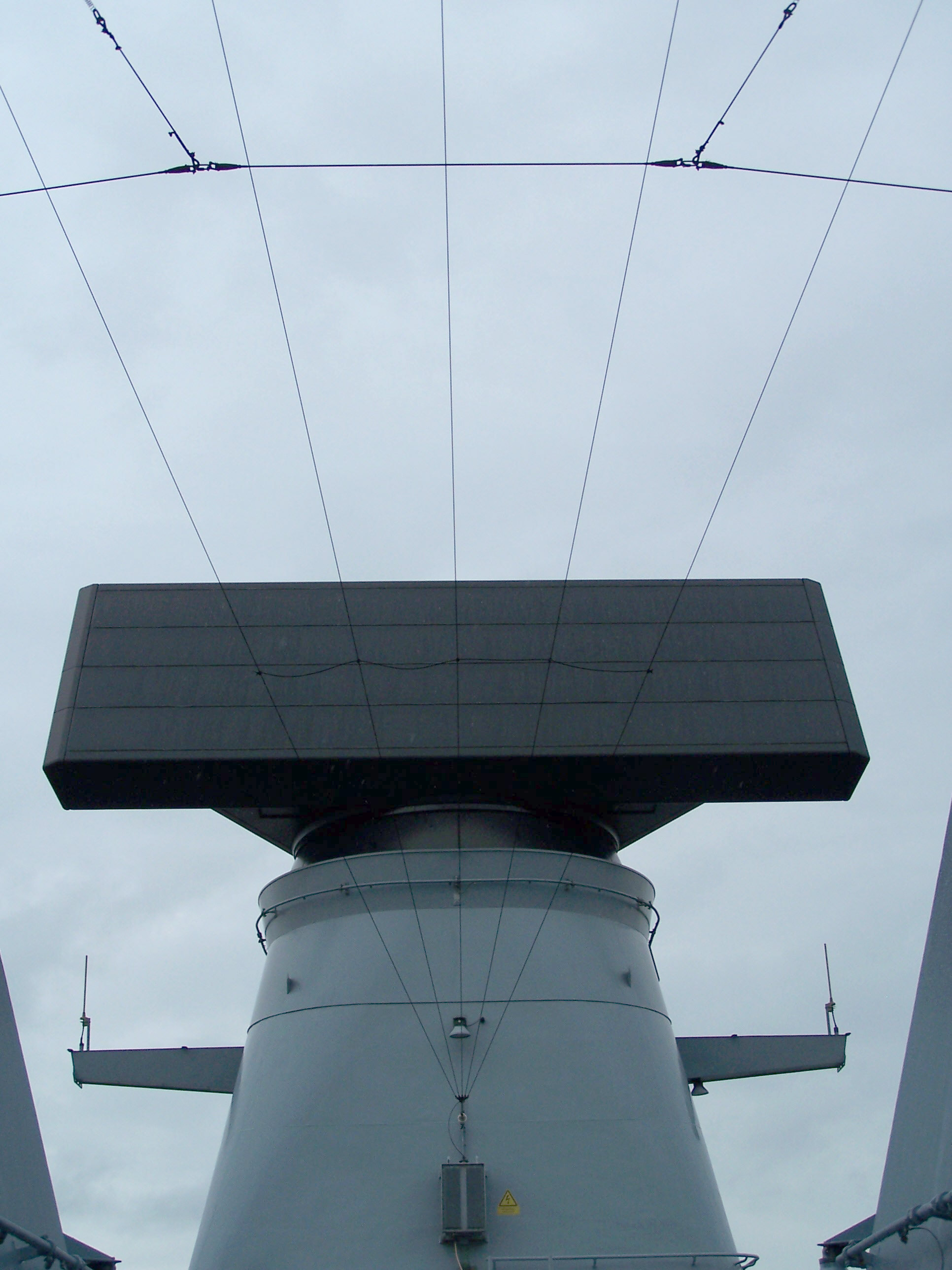
SMART-L 搭载于德国萨克森级护卫舰F221 Hessen上

### 海军系统和传感器
- TACTICOS-战斗管理系统
- NS100 4D-海军空中和水面监视 3D AESA 雷达
- SMART-L- EWC——3D多波束雷达。 [10]
- I-Mast - 容纳海军舰艇所有主要雷达、传感器和天线的外壳
- 守门员近迫离防御武器系统（CIWS） ——用于近程防御的自主、全自动武器系统。 [4]
- Gatekeeper - 凝视电光安全系统
- Smart-S MK2多波束雷达

### 国土防御与 C4I
- Sotas Solutions - 车辆通信
- SQUIRE 地面监视雷达 - 便携式中程地面监视雷达

### 运输
- OV晶片卡 -荷兰公共交通的国家芯片卡系统